# 劉之化
劉之化（16世紀—17世紀），字雲從，江西瑞州府新昌縣人，明朝政治人物。

## 生平
劉之化是萬曆四十年（1612年）壬子科江西鄉試舉人，授新城教諭，陞郴州知州，其時連州瑤族人作亂，攻陷宜章等地，他奉命討伐平定，將原本瑤族人居住地方開闢新縣，獲擢任兵備道，唯未就任已去世。

## 引用
1. 1 2  道光《新昌縣志·卷十一·人物志》：舉人 明……萬曆四十年壬子科……劉之化，字雲從，縣治人，任新城教諭，陞湖廣郴州知州，連猺叛，攻陷宜章等城，奉檄討平之，闢其地奏賜名新附縣，陞兵備道，未任而卒。